# المساواة بين الجنسين في المغرب
تاريخيًا لم تُعامل المرأة في المغرب على قدم المساواة معَ الرجل وذلك لعدّة أسباب منها السياسيّة ومنها الدينية وأخرى اجتماعيّة. يقومُ المجتمع التقليدي في المغرب على نظامٍ أبويّ حيثُ يسيطر ويُهيمن الذكور على كافةّ مناحي الحياة في البلاد تقريبًا؛ فيما ينحصرُ دور المرأة – وخاصّة قبل بداية القرن الحادي والعشرين – في لعبِ دور ربّة البيت والسهر على راحة الأبناء والزوج. لهذا الأخير – بموجبِ الشريعة – الحقّ في الزواج من واحدة أو حتى أربعة طالما لهُ القدرة على ذلك وسيعدل بينهنّ كما يمكّنهُ القانون من السكنِ معهنّ في منزلٍ واحد أو في أكثر من منزل حسب قدرتهِ المادية.
في الماضي؛ لم يكن للنساء القدرة على اختيار الزوج أو رفضه كما لم يكن لديهنّ القدرة على طلبِ الطلاق على عكسِ الرجل الذي يتمتعُ بكل هذهِ الميزات وأكثر شريطة دفعِ مهرٍ للعروس والنفقة عليها في حالات محدّدة عندَ حصول الطلاق. في الوقت الحاضر؛ لا تزالُ النساء وراء الرجال عندما يتعلق الأمر بالفرص في مجالات الصحة والتعليم والتمكين المهني والسياسي؛ لكنّ الفرق أنّ النساء – وبعض الرجال على حدٍ سواء – أصبحوا يُطالبون بحقوقٍ أكثر لهذه الفئة وتمكينها على كافّة المستويات بعد سنوات من المعاناة من المُجتمع والقانون نفسه. لقد برزت في المغرب عددٌ من المنظمات الحقوقيّة التي اتخذت من الدفاع عن المرأة مبدأً لها وفعلت الكثير من الأمور من أجلِ الدفع نحو تغيير القوانين التي يرونها «ضالمة» أو تلكَ التي لا تحمي المرأة ولا تكفلُ حقوقها. واجهت هذهِ المنظمات والجمعيّات عدّة صعوبات في عملها؛ حيثُ عارضها عددٌ من الذكور فيما اتهمها آخرون بالخروجِ على الإسلام الذي يُعدّ الدين الأساسي للبلاد وبالرغمِ من ذلك فقد نجحت في عدّة نقاط لعلّ أهمها تمكينُ النساء من اقتحام الحياة السياسيّة حيثُ أصبح الطيف السياسي أكثر تنوعًا بين الجنسين بعدما خُصّصت 10% من المقاعد في مجلس النواب بالبرلمان للنساء.
وفقًا لصندوق النقد الدولي فإنّ دمج النساء في الاقتصاد المغربي سيُحسّن من الناتج المحلي الإجمالي وسيزيد باقتصاد البلاد للأمام لذا يدعو الصندوق في كلّ مرة إلى ضرورة دمج المرأة في التنمية الاجتماعية والاقتصادية من أجلِ المساعدة في تحقيق نمو شاملٍ وعلى كافّة الأصعدة.

## القضايا الحالية للمرأة

### الزواج والقِيم
ينصّ القانون المغربي على أن الحد الأدنى لسنّ الزواج هو 18 سنة سواءً بالنسبة للذكر أو الأنثى وفي حالة ما رغبت فتاةٌ ما في الزواج قبل هذا السنّ فيجبُ أن تَطرح قضيتها في المحكمة من أجلِ النقاش ومن ثمّ الحصول على شهادة مُعتمدة من القاضي تسمحُ لها بذلك. لقد حاولت الجمعيات الحقوقية دفعَ الحكومة المغربية نحو سنّ مزيدٍ من القوانين التي تحمي المرأة وتُحافظ على كرامتها وكرامة الرجل كما ضغطت من أجلِ سنّ عقوبات زجريّة لكل من يُخالف هذه القوانين أو يخرقها. في خطابٍ ألقاه محمد السادس ملك المغرب؛ اقترحَ فيهِ عدم إجبار النساء على الزواج رغما عنهنّ كما دعا للمساواة بين المرأة والرجل في القدرة على اختيار الشريك وبالرغمِ من ذلك فلا زالت هناك حالات عدّة تُنتهك فيها هذهِ الحقوق.
يخضعُ المغرب لبيئة محافظة نوعًا ما كما ينساقُ طيفٌ كبير من شعبه نحوَ الأعراف والتقاليد التي تُقيّد المرأة بشكلٍ كبير؛ هذا عدى عن تداخل بعض المطالب الحقوقيّة مع الدين مباشرة على غِرار قضيّة المساواة في الميراث. من جهة أخرى؛ وعلى الرغم من فرض عدّة قوانين تبدو ظاهريًا أنها سترتقي بوضعيّة المرأة إلا أن القِيَم و«العقليات التقليدية» تمنعها من ذلك فحسبَ بيانات وزارة العدل لعام 2010؛ منحَ القضاة تراخيص الزواج لـ 90٪ من الحالات التي طلبت فيها قاصرات الإذن على الرغم من أن القانون الجديد ينصّ على أن الحد الأدنى لسن الزواج هو 18 عامًا.

### التعليم والاقتصاد
يُعدّ التعليم نقطة انطلاق كبيرة لتحقيق المساواة بين الذكور والإناث في سنّ مبكرة إلا أن الإحصاءات تُشير إلى أن 78% من الفتيات اللائي تتراوح أعمارهنّ بين 12 و14 عامًا لم يتلقينَ تعليمًا رسميًا في المناطق الريفية بالبلاد. ليس هذا فقط؛ بل تُعاني النساء في المغرب من قلّة ومحدوديّة فرص العمل بسبب نقص التعليم ما يزيدُ الأوضاع سوءًا. وفقًا لصندوق النقد الدولي؛ فـ 66٪ من الرجال في المغرب يعملون مُقابل 25٪ فقط من النساء كما يُشير الصندوق إلى أنّه كلما عملت المرأة أكثر كلما ارتفعَ دخل الفرد بل يُمكن أن يكون أعلى بنسبة 50% مما هو عليه الآن.

## الاستقلال
حتى عام 1956 عندما نال نال المغرب استقلاله عن فرنسا؛ كان دور المرأة ينحصرُ في المنزل ككلّ حيثُ لم يكن لها الحق في مغادرة المنزل دون إذنٍ من الرجل. حينها؛ كان يتوجبُ على المرأة القيام بمختلف الأنشطة داخل البيت من أداءٍ للأعمال المنزلية والتطريز وغيرها من الحرف اليدوية فضلًا عن تربية الأطفال ورعاية الزوج. زاد الاعتراف بحقوق المرأة في المغرب رويدًا رويدًا حتى صار بإمكانها «نسبيًا» اختيار شريك حياتها وطلب الطلاق من المحكمة وعددٌ من الأمور الأخرى.

## الدين والقانون
غالبية الناس في المغرب مسلمون ويتبعون الشريعة الإسلامية التي خصّصت للرجال والنساء «أدوارٌ متميّزة» في المجتمعات الإسلامية حيثُ تتمثل مسؤوليات الرجال في حماية الأسرة ودعمها من كافّة النواحي بما في ذلك إعالتها بشكلٍ كامل فيما يتمثل دور المرأة والزوجة – في الغالبِ – في رعاية الأطفال وتربيتهم مع صيانة المنزل والأسرة كذلك. وعلى الرغم من أن الشريعة الإسلامية أكّدت مرارًا وتكرارًا على تساوي الذكر والأنثى في الكثير من الأمور إلا أن النساء يخضعنَ للرجال بشكلٍ كبير في ظلّ مجتمع أبوي يُعطي الأفضليّة للذكر على الأنثى.
بحلول عام 2004؛ أدخلت الحكومة المغربية «تغييرات جذريّة» على قانون الأسرة" الذي أصبحَ يُعرف باسم مدونة الأسرة المغربية. يُغطّي هذا القانون بشكل عام قضايا عقود الزواج وملكية الأصول ومسؤوليات الصيانة المالية للأسرة والحد الأدنى لسنّ الزواج كما شدّد هذا القانون على حقوق المرأة داخل الأسرة وداخل المجتمع ما مكّنها من السيرِ ولو قليلًا نحو تحقيقِ المساواة بين الجنسين. لقد حمّلت مدونة الأسرة الجديدة نفس المسؤوليات لكل من المرأة والرجل في إدارة شؤون الأسرة وباتَا كلاهما ربُّ أسرة؛ كما لم تعد النساء مُلزَمات بإطاعة أزواجهنّ بالكامل وصارَ لديهنّ القدرة على ممارسة حقوقهن مثل العمل خارج المنزل وقُيّد الزواج التعددي مما أعطى المرأة مزيدًا من «السلطة» على عقد زواجها وسمح للنساء بالوصول إلى الطلاق عبرَ المحاكم المُتخصّصة.